# Wikipedia inifrån
Wikipedia inifrån är en bok skriven av Johan Jönsson. Jönsson arbetar (2022) med teknisk utveckling vid Wikimedia-stiftelsens produktavdelning, men har även varit aktiv som skribent på svenskspråkiga Wikipedia sedan 2004.

## Innehåll

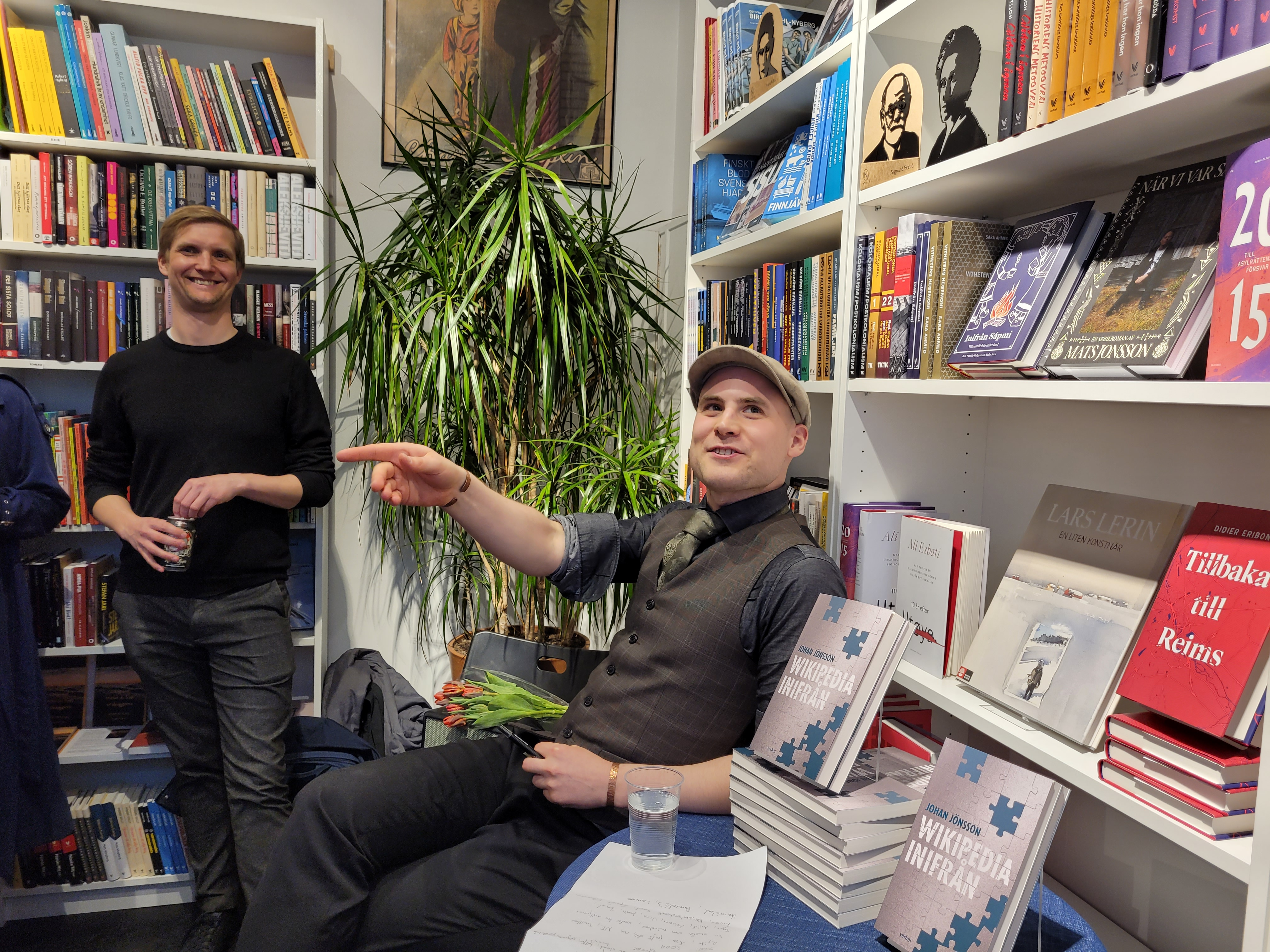
Johan Jönsson vid bokens släppfest, april 2022.

Boken beskriver Wikipedias födelse 2001, då grundarna – internetentreprenören Jimmy Wales och filosofen Larry Sanger – först drog igång uppslagsverket Nupedia. Strikta kvalitetskrav på skribenterna begränsade dock utvecklingen. Genom att använda wikiteknik och öppna upp för redigeringar av läsarna själva växte engelskspråkiga Wikipedia snabbt under våren 2001, och en svenskspråkig version tillkom i maj 2001.   
Boken beskriver idéer, ideologi och människor bakom uppslagsverket, med många hänvisningar till såväl böcker som vetenskapliga artiklar om Wikipedia. Boken har särskilt fokus på svenskspråkiga Wikipedia, och beskriver bland annat hur samverkan mellan många wikipedianer gör det möjligt att hålla borta klotter och vandalism från uppslagsverket. Författaren beskriver den kritik som finns mot den manliga övervikten hos såväl skribenter och artiklar, men även initiativ som tagits för att förändra detta.

## Utgåva
- Jönsson, Johan (2022). Wikipedia inifrån. [Stockholm]: Verbal förlag. Libris s6lhf2wzqmcj9kpx. ISBN 978-91-89155-85-5